# 고생물학

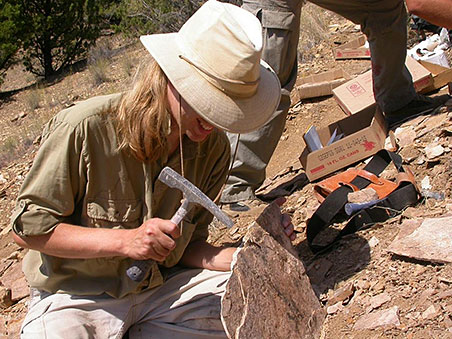
존 데이 화석층 국립 기념물에서 작업 중인 고생물학자의 모습

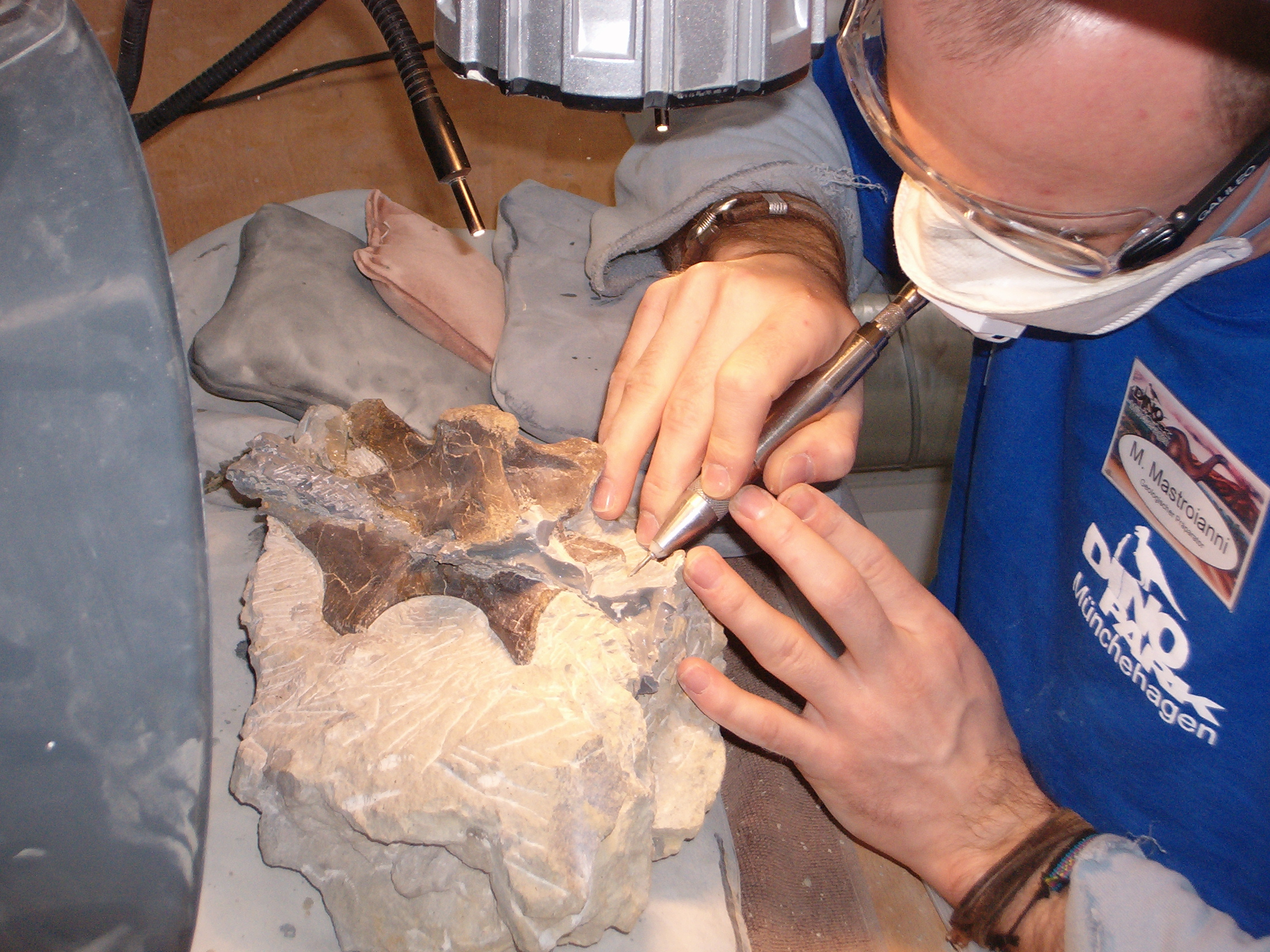
에우로파사우루스의 화석 뼈를 발굴하는 모습

고생물학(古生物學, 영어: paleontology, palaeontology)은 고고학과는 다른, 생물학과 지질학의 경계에 있는 특수 분과로서, 홀로세 이전의 생물 화석을 바탕으로 생물체의 발생과 진화 과정 그리고 당시의 환경 등을 연구하는 학문이다. 고생물학이라는 용어는 1822년부터 사용되었다. 고생물학이라는 단어 속 의미는 '오래된, 고대'를 뜻하는 그리스어 παλαιός('palaios')와 '존재, 생물'을 뜻하는 ὄν ('on'), '말, 생각, 연구'를 뜻하는  λόγος('logos')가 합쳐진 것으로, 이를 조합하면 '고대의 생물을 연구하는 학문'이라는 뜻을 가진다.
고생물학이 밝혀내는 생물의 번영과 멸종은 지질학적인 시간을 구분하는 결정적인 기준이 된다. 대표적으로 공룡의 멸종을 경계로 하여 중생대의 백악기와 신생대의 팔레오기가 나뉘며, 삼엽충을 비롯한 많은 고생대 생물들의 대량 멸종을 기준으로 하여 고생대의 페름기와 중생대의 트라이아스기가 구분된다. 어느 지질학적 시기의 끝과 시작은 연속된 퇴적물에서 특정한 생물의 화석이 나오기 시작하는 층으로 정해지는데, 이러한 지점을 '황금못(golden spike)'이라고 한다.

## 역사
최초의 고생물학적 관찰은 기원전 5세기에 처음 시작되었다. 중세 시대에 들어서는 유럽의 귀족이나 성직자들이 취미로 땅에서 나온 화석 등을 모으고 자신의 수집품을 다른 사람들과 비교하면서 그 기원을 추론하였고, 이후 18세기에 조르주 퀴비에의 비교해부학에 대한 연구를 발표한 이후 본격적으로 고생물학이 발달하기 시작하였으며, 19세기에 급속도로 발전하였다. 20세기 후반에는 게놈에서 DNA의 유사성을 측정하여 유기체가 얼마나 밀접하게 관련되어 있는지 조사하는 분자 계통발생학이 개발되기도 했다.

## 같이 보기
- 화석
- 살아있는 화석
- 지질학
- 생물 진화의 역사
- 고생물학자 목록